# Kladruby (district de Strakonice)
Pour les articles homonymes, voir Kladruby.
Kladruby (en allemand : Kladrub) est une commune du district de Strakonice, dans la région de Bohême-du-Sud, en République tchèque. Sa population s'élevait à 144 habitants en 2020.

## Géographie
Kladruby se trouve à 11 km à l'ouest de Strakonice, à 62 km au nord-ouest de České Budějovice et à 103 km au sud-ouest de Prague.
La commune est limitée par Střelské Hoštice au nord, par Horní Poříčí et Novosedly à l'est, par Štěchovice au sud et par Kalenice et Horažďovice à l'ouest.

## Histoire
La première mention écrite du village date de 1405.